# Немања
Немања је старо српско име, изведено од словенске речи „манити“ са негацијом. Према речнику Српске академије наука и уметности, „манити“ је варијанта глагола „мамити“, што би у пренесеном значењу могло да означава особу која привлачи, односно која је привлачна. Име Немања, по Св. Николају Велимировићу, потиче од библијског имена "Нехемија".

## Историјат
Ово име је први пут забележено у 12. веку када је Стефан Немања (1113—1199), родоначелник династије Немањића, постао рашки жупан. Због тога је традиционално прихваћено као име које се давало само владарима, па није било заступљено међу народом.

## Популарност
У Србији је ово име у периоду од 2003. до 2005. било не деветом месту по популарности, а у Јужној Аустралији је 1997. и 1999. било међу првих 550, да би 2000. било на 372. месту.